# (6392) Takashimizuno
(6392) Takashimizuno (1990 HR) – planetoida z pasa głównego asteroid okrążająca Słońce w ciągu 5,76 lat w średniej odległości 3,21 j.a. Odkryta 29 kwietnia 1990 roku.